# Kdo neskáče, není Čech
Kdo neskáče, není Čech je populární  slogan užívaný zejména při povzbuzování českými sportovními fanoušky. V delší verzi zní „Kdo neskáče, není Čech. Hop, hop, hop“ a je provázeno hromadným koordinovaným poskakováním fandících.
Samotný pokřik byl patrně poprvé použit v roce 1996 při oslavách zisku stříbrné medaile z fotbalového EURO 1996. Autorství se připisuje moderátorovi Petru Salavovi. Pokřik, který nepřímo vyzývá k poskakování, v důsledku klade nemalé nároky na kvalitní provedení tribun. Např. v O2 areně v Praze si skákání fanoušků v průběhu let na mistrovských akcích vyžádalo náklady na rekonstrukci v řádu miliónů korun.

## Kultura
V roce 2013 vznikl stejnojmenný sedmidílný sportovní docusoap České televize, tedy seriál kombinující hrané scény se skutečnými prvky. Seriál natočil režisér Juraj Šajmovič dle scénáře, na kterém se podílela Beata Parkanová s Petrou Verzichovou. V této souvislosti si ČT zaregistrovala i ochranou známku.
V roce 2013 také nazpíval píseň „Kdo neskáče, není Čech“ zpěvák Jiří Zonyga pro hudební album Český kalendář, které připravoval Michal Horáček.

## Ochranné známky
Ve znění bez interpunkce „Kdo neskáče není Čech“ (2006) resp. „Kdo neskáče není Čech original“ (2008) drží ochrannou známku pro oděvy, reklamu a sportovní akce firma Řádková inzerce Jana Suchomela. Ochrana delší verze sloganu „Kdo neskáče, není Čech! Hop! Hop! Hop!“ pro účely tiskovin, oděvů, odznaků, vlaječek a dalším propagačním předmětům byla zaregistrována na Petera Rimarčíka. Česká televize si slogan „Kdo neskáče, není Čech“ registrovala (viz výše) pro využití na obrazovce i záznamových nosičích.